# Guggenheim Abu Dhabi
Il Guggenheim Abu Dhabi è un museo progettato da Frank Gehry per essere situato ad Abu Dhabi, Emirati Arabi Uniti.

## Luogo
L'8 luglio 2006 la città capitale degli Emirati Arabi Uniti, annunciò la firma del contratto stipulato con la Solomon R. Guggenheim Foundation di New York, per la costruzione di 30.000 m² di museo sulla Saadiyat Island, al largo della città di Abu Dhabi. I lavori sono già iniziati, ma la data di completamento è stata rimandata, prima, dal 2011-2013 al 2015, dopo che l'emirato cancellò i contratti con i fornitori dei materiali, e poi al 2017, salvo ulteriori problemi fiscali.
Circondato su tre lati dal Golfo Persico, il sito funge anche come protezione artificiale per la costa nord dell'isola.
Il museo è stato progettato per essere la più grande struttura della Fondazione Solomon R. Guggenheim, e per ospitare 12000 m² di spazi espositivi, oltre a zone di ricerca, un laboratorio di restauro, un centro di cultura contemporanea araba, islamica, e medio orientale, e infine, un centro per “arte e tecnologia”.
Il museo esibirà, oltre alle opere di arte contemporanea, i maggiori capolavori provenienti dalle collezioni della Fondazione Guggenheim. Tutti i lavori esposti nel museo rispetteranno la cultura di Abu Dhabi e il patrimonio nazionale e islamico, avendo come obiettivo lo scambio culturale, e non il confronto tra le culture. La collezione, è ancora in fase di raccolta.

## Contesto
Il museo è parte di un complesso più grande di iniziative culturali che saranno indette sull'isola per attrarre il turismo internazionale.
Il distretto conterrà: il Centro culturale Heydər Əliyev progettato dal gruppo di architetti inglesi Foster and Partners sotto la direzione di Norman Foster; il Louvre Abu Dhabi, museo di arte progettato da Jean Nouvel, un centro di arti visive progettato da Zaha Hadid; un museo marittimo pensato da Tadao Andō e alcuni padiglioni d'arte. Il direttore del Guggenheim, Thomas Krens, afferma infatti che il medio oriente è una delle più importanti regioni emergenti al mondo in termini di cultura contemporanea.
La stampa del Guggenheim rivela inoltre, che la Abu Dhabi's Tourism Development & Investment Company sarà la proprietaria del museo, mentre la Fondazione Solomon R. Guggenheim costruirà e dirigerà il suo programma.